# Serge Sandberg
Serge Sandberg (Kaunas, 27 novembre 1879 – Nizza, 5 gennaio 1981) è stato un produttore cinematografico francese.

## Biografia
Sandberg è nato a Kaunas, che nel 1879 faceva parte dell'Impero russo. Nel 1900 è emigrato in Francia ed entrò a lavorare per la società cinematografica Pathé. Successivamente cominciò le sue produzioni, lavorando per la Société Française des Films Éclair. Nel 1921 lui e il suo socio in affari Louis Nalpas fondarono la Victorine Studios a Nizza. 

## Filmografia

### Produttore

#### Cinema
- Paris pendant la guerre, regia di Henri Diamant-Berger - cortometraggio (1916)
- Du rire aux larmes, regia di Gaston Ravel - cortometraggio (1917)
- Fauvette, regia di Gérard Bourgeois (1918)
- Les aventures des Pieds-Nickelés, regia di Émile Cohl - cortometraggio (1918)
- La mascotte des poilus, regia di Charles Maudru e Georges Rémond (1918)
- La distance, regia di Robert Boudrioz (1918)
- Frivolité, regia di Maurice Landais (1918)
- Protéa V ou L'intervention de Protéa, regia di Jean-Joseph Renaud (1919)
- L'homme qui revient de loin, regia di Gaston Ravel (1919)
- Dandy fait un béguin, regia di Georges Rémond (1919)
- Un ours, regia di Charles Burguet (1919)
- Serpentin au harem, regia di Jean Durand - cortometraggio (1919)
- La sultane de l'amour, regia di Charles Burguet e René Le Somptier (1919)
- Serpentin coeur de lion, regia di Jean Durand - cortometraggio (1919)
- Le fils de la nuit, regia di Gérard Bourgeois (1919)
- Un soir, regia di Robert Boudrioz - cortometraggio (1919)
- Serpentin manucure, regia di Jean Durand - cortometraggio (1919)
- Serpentin manoeuvre, regia di Jean Durand - cortometraggio (1919)
- Serpentin et les contrebandiers, regia di Jean Durand - cortometraggio (1919)
- Les figures de cire, regia di Pierre Bressol (1919)
- La rétive, regia di Pierre Bressol (1919)
- Dandy prend des vacances, regia di Georges Rémond (1919)
- Serpentin, le bonheur est chez toi, regia di Jean Durand - cortometraggio (1920)
- Serpentin reporter, regia di Jean Durand - cortometraggio (1920)
- Une goutte de sang, regia di Pierre Bressol e Étienne Michel - cortometraggio (1920)
- La croisade, regia di René Le Somptier (1920)
- Le chevalier de Gaby, regia di Charles Burguet (1920)
- Impéria, regia di Jean Durand (1920)
- Tristan et Yseult, regia di Maurice Mariaud (1920)
- La montée vers l'Acropole, regia di René Le Somptier (1920)
- La fête espagnole, regia di Germaine Dulac (1920)
- Dandy paye ses dettes, regia di Georges Rémond (1920)
- Dandy navigateur, regia di Georges Rémond (1920)
- Dandy ébéniste, regia di Georges Rémond (1920)
- Dandy a des visions, regia di Georges Rémond (1920)
- Un drame sous Napoléon, regia di Gérard Bourgeois (1921)
- Mathias Sandorf, regia di Henri Fescourt (1921)
- La joyeuse aventure du grand Jack, regista sconosciuto (1921)
- Jack noctambule, regista sconosciuto (1921)
- Gentleman Jack et l'hypnotiseur, regista sconosciuto (1921)
- Gentleman Jack et la crise du charbon, regista sconosciuto (1922)
- Les mystères du ciel, regia di Gérard Bourgeois (1923)
- Vergine folle (La vierge folle), regia di Luitz-Morat (1929)
- Finis terrae, regia di Jean Epstein (1929)
- Sant'Elena (Napoleon auf St. Helena), regia di Lupu Pick (1929)
- Le passager clandestin, regia di Henri Diamant-Berger (1934)
- L'autoritaire, regia di Henri Diamant-Berger (1934)
- Il romanzo di un baro (Le roman d'un tricheur), regia di Sacha Guitry (1936)
- Mio padre aveva ragione (Mon père avait raison), regia di Sacha Guitry (1936)
- Le perle della corona (Les perles de la couronne), regia di Sacha Guitry (1937)
- Désiré, regia di Sacha Guitry (1937)
- Le mot de Cambronne, regia di Sacha Guitry - cortometraggio (1937)
- Le monsieur de 5 heures, regia di Pierre Caron (1938)
- La route enchantée, regia di Pierre Caron (1938)
- Remontons les Champs-Élysées, regia di Sacha Guitry (1938)
- Les pauvres gens, regia di Antoine Mourre - cortometraggio (1938)

### Regista e produttore

#### Cinema
- Stenka Razine (1937)
- Dans les steppes de l'Asie Centrale (1937)